# Tetamauara retifera
Tetamauara retifera is een keversoort uit de familie van de boktorren (Cerambycidae). De wetenschappelijke naam van de soort werd in 1880 als Lycidola retifera gepubliceerd door Charles Owen Waterhouse.